# Les Derniers Contes de Canterbury
Pour les articles homonymes, voir Les Contes de Canterbury (homonymie).
Les Derniers Contes de Canterbury est un recueil de nouvelles fantastiques de Jean Ray, paru en 1944.
Le narrateur du prologue raconte que dans un bar de Londres, il rencontre Geoffrey Chaucer. Le titre du recueil fait référence aux Contes de Canterbury de l'auteur anglais. Six cents ans après, plusieurs personnages vont raconter leur histoire. Chaque nouvelle est précédée de la présentation de son narrateur. 
Le premier narrateur rencontre aussi le Chat Murr, tiré du roman éponyme de Ernst Theodor Amadeus Hoffmann, ainsi que Falstaff, personnage de deux pièces de Shakespeare.
Plusieurs des nouvelles du recueil sont d'anciens textes : Irish Stew, Le Uhu et les trois histoires de l'homme de la « Rum Row » avaient paru en 1925.

## Liste des nouvelles du recueil
- Le prologue fantastique
- M. Kupfergrun prend la parole
  - Irish Stew
- Le docteur Canivet raconte
  - Les Noces de Mlle Bonvoisin
- La clergesse parle 
  - Tyburn
- L'Odyssée de M. Gallagher
  - M. Gallagher went home
- Une étrange femme s'écrie
  - Je cherche Herr Hazenfras!
- M. Tipps raconte sa vie
  - Suite à Tyburn
- Histoire d'un fantoche
  - Le Bonhomme Mayeux
- Un marin raconte
  - La Terreur rose
- L'Histoire d'un fou
  - Le Uhu
- L'homme de la « Rum Row » lit trois histoires
  - La Plus Belle Petite Fille du monde
  - La Danse de Salomé
  - L'Assomption de Septimus Kamin
- M. Kupfergrun reprend la parole
  - Le fleuve Flinders
- Le gros homme raconte
  - Falstaff se souvient
- Au tour du chat Murr
  - Le Chat assassiné
- La Fin de la nuit
- Reid Unthank
- Au profit des conjectures